# Cengiz Özyalçın
Cengiz Özyalçın (* 1939 in Istanbul) ist ein ehemaliger türkischer Fußballspieler und Politiker. Während seiner Karriere als Fußballspieler studierte Özyalçın an der Universität Istanbul Zahnmedizin. Aufgrund dessen nannten die Zuschauer ihn auch Dişçi Cengiz (Cengiz, der Zahnarzt).

## Spielerkarriere
Cengiz Özyalçın spielte in seiner Jugend für Emniyetspor und Vefa Istanbul. Özyalçın spielte von 1958 bis 1961 für Galatasaray Istanbul. In der ersten Saison der neuen 1. türkischen Liga im Jahr 1959 wurde Özyalçın mit Galatasaray Vizemeister. Für die Gelb-Roten spielte er in den drei Spielzeiten 16 Ligaspiele. Es folgten drei Jahre bei Fatih Karagümrük SK. Für die türkische U-18 spielte der Stürmer 1957 dreimal.

## Poliktikerkarriere
Von 1989 bis 1994 war Özyalçın als Mitglied der Cumhuriyet Halk Partisi (CHP) Bürgermeister von Kadıköy. 

## Sportfunktionär
Von 1992 bis 1994 gehörte Cengiz Özyalçın unter dem Präsidenten Alp Yalman zum Vorstand von Galatasaray Istanbul und war zudem Generalsekretär. Während der Amtszeit von Dursun Özbek (2015 bis 2018) war Özyalçın Vizepräsident von Galatasaray. 